# Mott, Dakota de Nord
Mott este un oraș și sediul comitatului Hettinger, statul Dakota de Nord, Statele Unite ale Americii. GR6. Populația localității fusese de 721 de locuitori la data recensământului din anul 2010.

## Istoric
Mott  a fost fondat în anul 1904. A fost numit după Lillian Mott, secretara fondatorului localității, William H. Brown.

## Geografie
Localitatea Mott se găsește la coordonatele 46°22′25″N 102°19′30″V / 46.37361°N 102.32500°V (46.373506, -102.324916)GR1.
Conform datelor furnizate de United States Census Bureau, orașul are o suprafață totală de 2.3 km² (ori 0.9 square miles), în întregime uscat.

## Oameni importanți
- Eric Hardmeyer, președinte și CEO al Bank of North Dakota.
- Larry Woiwode, autor și poet laureat